# Brad Martin (snowboard)
Brad Martin, né le 12 août 1986, est un snowboardeur canadien, spécialiste du half-pipe.

## Palmarès

### Championnats du monde
- Championnats du monde de 2007 à Arosa (Suisse) :
  -  Médaille de bronze en half-pipe.

### Coupe du monde
- Meilleur classement général en half-pipe : 5e en 2006 (2 260 points) et 2006 (2 040 points)[1].
- Cinq podium dont une victoire en 2008 à Calgary[2].